# سبنسر بلات
سبنسر بلات (24 أغسطس 1974 في المملكة المتحدة - )  (بالإنجليزية: Spencer Platt)‏ هو لاعب كريكت بريطاني. لعب مع Warwickshire Cricket Board ‏.